# Campeonato Português de Rugby de 2022-23
O Campeonato Nacional Divisão de Honra de 2022–23, também conhecida como TOP 10, é a 64ª edição do campeonato nacional de clubes de rugby union, operada pela Federação Portuguesa de Rugby (FPR).

## Formato
As seis melhores equipas no final da época regular (depois de todas as equipas se terem defrontado duas vezes, uma em casa, uma vez fora) entram numa fase a eliminar (play-off) para decidir quem será o campeão português. Consiste em três eliminatórias: as equipes que terminam do terceiro ao sexto lugar na tabela jogam os quartos de final (sendo os jogos sediados pelas equipas do terceiro e quarto colocados). Os vencedores enfrentam então as duas primeiras equipas nas meias-finais, encontrando-se os vencedores na final no Campo de Rugby do Jamor, em Oeiras .
Os pontos são atribuídos de acordo com o seguinte:
- 4 pontos por vitória
- 2 pontos por empate
- 1 ponto de bónus é concedido a uma equipa que marcar 4 ensaios ou mais num jogo
- 1 ponto de bónus é concedido a uma equipa que perde um jogo por 7 pontos ou menos. [1]

## Equipas
| Clube      | Cidade  | Estádio                                   | Capacidade | Classificação anterior |
| ---------- | ------- | ----------------------------------------- | ---------- | ---------------------- |
| Académica  | Coimbra | Estádio Municipal Sérgio Conceição        | 2500       | 10º                    |
| Agronomia  | Lisboa  | Tapada da Ajuda                           | 500        | 3º                     |
| Belenenses | Lisboa  | Parque de Rugby de Belém                  | 500        | 5 ª                    |
| Benfica    | Lisboa  | Estádio Nacional de Honra                 | 5.000      | 4º                     |
| Cascais    | Cascais | Estádio Municipal Dramático Cascais       | 1000       | 2º                     |
| CDUL       | Lisboa  | Estádio Universitário de Lisboa           | 8.000      | 6º                     |
| CDUP       | Porto   | Estádio Universitário do Porto            | 1500       | 9º                     |
| Direito    | Lisboa  | Complexo Desportivo Miguel Nobre Ferreira | 2500       | 1º                     |
| Lousã      | Lousã   | Estádio Municipal de Rugby José Redondo   | 500        | 7º                     |
| São Miguel | Lisboa  | Parque de Rugby Bulldog                   | 800        | 8º                     |

| Número | Distrito | Equipe(s)                                                           |
| ------ | -------- | ------------------------------------------------------------------- |
| 7      | Lisboa   | Agronomia, Benfica, Belenenses, Cascais, CDUL, Direito e São Miguel |
| 2      | Coimbra  | Académica e Lousã                                                   |
| 1      | Porto    | CDUP                                                                |

## Temporada regular

### Classificação
| \| \| Classificação do TOP 10 2022-23 [2] \| |                                 |    |    |   |    |     |     |      |     |     |    |
| | Clube                           | J  | V  | E | D  | PM  | PS  | DdP  | PBO | PBD | PT |
| 1 | Cascais                         | 18 | 15 | 0 | 3  | 477 | 339 | +138 | 2   | 1   | 66 |
| 2 | Direito                         | 18 | 13 | 1 | 4  | 553 | 263 | +290 | 1   | 0   | 63 |
| 3 | Belenenses                      | 18 | 13 | 1 | 4  | 555 | 254 | +301 | 2   | 0   | 62 |
| 4 | Agronomia                       | 18 | 12 | 1 | 5  | 448 | 277 | +171 | 1   | 1   | 58 |
| 5 | CDUL                            | 18 | 9  | 1 | 8  | 559 | 325 | +234 | 1   | 1   | 51 |
| 6 | Benfica                         | 18 | 10 | 0 | 8  | 486 | 329 | +157 | 1   | 0   | 48 |
| 7 | Lousã                           | 18 | 4  | 2 | 12 | 332 | 655 | -323 | 1   | 1   | 21 |
| 8 | São Miguel                      | 18 | 4  | 0 | 14 | 303 | 587 | -284 | 1   | 0   | 20 |
| 9 | CDUP                            | 18 | 4  | 0 | 14 | 288 | 723 | -435 | 0   | 1   | 18 |
| 10 | Académica                       | 18 | 3  | 0 | 15 | 335 | 584 | -249 | 0   | 0   | 16 |
| A verde (1º e 2º classificado) classificam-se para a meia final do play-off. A azul (3º a 6º classificado) classificam-se para os quartos de final do play-off. Atualizado: 07 de maio de 2023 |                                 |    |    |   |    |     |     |      |     |     |    |
| | Classificação do TOP 10 2022-23 |    |    |   |    |     |     |      |     |     |    |

## Playoffs

### Confrontos
|  | Quartos de Final | Quartos de Final | Quartos de Final |  |  | Meia Final | Meia Final | Meia Final |  |  | Final | Final   | Final |
|  |                  |                  |                  |  |  |            |            |            |  |  |       |         |       |
|  |                  |                  |                  |  |  | 1          | Cascais    | 32         |  |  |       |         |       |
|  | 4                | Agronomia        | 39               |  |  | 3          | Agronomia  | 23         |  |  |       |         |       |
|  | 5                | CDUL             | 13               |  |  |            |            |            |  |  | 1     | Cascais | 23    |
|  |                  |                  |                  |  |  |            |            |            |  |  | 2     | Direito | 31    |
|  |                  |                  |                  |  |  | 2          | Direito    | 28         |  |  |       |         |       |
|  | 3                | Belenenses       | 21               |  |  | 6          | Benfica    | 11         |  |  |       |         |       |
|  | 6                | Benfica          | 28               |  |  |            |            |            |  |  |       |         |       |

#### Quartos de final
| 13 de maio de 2023 | Belenenses | 21 – 28 | Benfica | Parque de Rugby de Belém |
| 15:00              |            |         |         |                          |

| 13 de maio de 2023 | Agronomia | 39 – 13 | CDUL | Tapada da Ajuda |
| 18:00              |           |         |      |                 |

#### Meia final
| 20 de maio de 2023 | Cascais | 32 – 23 | Agronomia | Estádio Municipal Dramático Cascais |
| 15:00              |         |         |           |                                     |

| 20 de maio de 2023 | Direito | 28 – 11 | Benfica | Campo do Monsanto |
| 18:00              |         |         |         |                   |

#### Final
| 27 de maio de 2023 17:00 |         | |                             |
| Cascais (1) | 23 - 31 | (2) Direito | CAR Jamor - Campo A, Oeiras |
| Tries: Francisco C. Campos 5' José Maria V. Gomes 40'+6' Duarte C. Campos 47' Conv.: Alfredo Almeida 6' Penais: Alfredo Almeida 40'+1', 63' |         | Tries: Pedro Rosa 10' Franciso Rosa 31' João Vital 43' Jerónimo Portela 80' Conv.: Manuel Vareiro 45' Penais: Manuel Vareiro 21', 50', 77' | CAR Jamor - Campo A, Oeiras |